# Hessund
Hessund är ett sund i Finland. Det ligger i Pargas stad i landskapet Egentliga Finland, i den södra delen av landet, 140 km väster om huvudstaden Helsingfors.
Hessund löper mellan Kyrklandet i söder och Kirjalaön i norr. Den förbinder Vapparn i väster med Björköfjärden i öster. Sundet överbryggas av Hessunds bro som tillsammans med Rävsundsbron över Rävsundet ger Pargas förbindelse med fastlandet.